# Echus Montes
Gli Echus Montes sono una struttura geologica della superficie di Marte.